# Izumo (タンパク質)
Izumo（いずも）は、受精の際の卵子と精子の形質膜の融合のために必要とされる分子のうち、精子側で発現するべきものの一つとして報告されたタンパク質であり、その発現は精子に特異的である。アミノ酸配列的には免疫グロブリンスーパーファミリーに属する、ということが示されている。

## 背景
受精は複数のステップにより仲介されるわけだが、卵子と精子が表面で結合してから接合体形成へと至るのに必要なステップである膜の融合のメカニズムについては未解明部分が多く、関連するタンパク質もなかなか見つかってこなかった。卵子側では2000年に報告されたCD9タンパク質があるが、融合に必要なタンパク質として精子側のものは、2005年に日本の研究者により報告されたこのIzumoが世界初のものである。Izumoはまずマウスで同定されたが、ヒトにもオルソログが存在することが示されている。Izumoに特異的な抗体やIzumoの遺伝子に対するノックアウト法を用いるなどしてIzumoタンパク質が正常に働けないようにすると、メスでは影響が出ないがオスでは不妊になる（また、精子自体も運動性や形態的には正常で、膜融合だけができない）という現象が起きる。

## 命名
語感から察せられるように、このいずもは出雲に由来している。卵子と精子を結びつけるという機能を、縁結びのご利益で知られる出雲大社にもじった命名である。他の多くのタンパク質の命名に見られるようなアクロニムではない。

## 応用
不妊治療や、新しい避妊法の開発のためのターゲットとしての可能性が示唆されている。